# Allium flavescens
Allium flavescens là một loài thực vật có hoa trong họ Amaryllidaceae. Loài này được Besser mô tả khoa học đầu tiên năm 1821.

## Hình ảnh

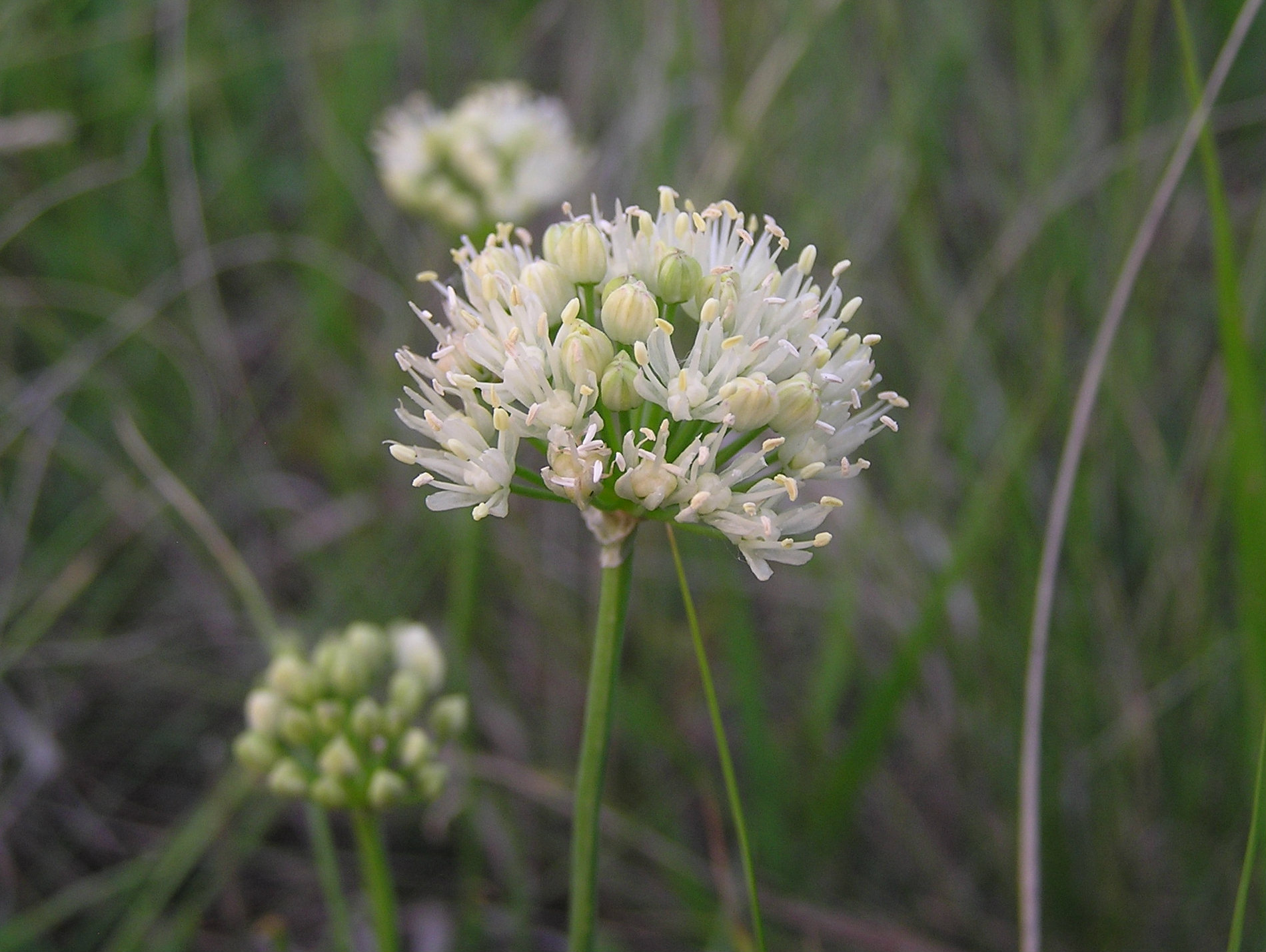